# Teorema de Donsker

Principi d'invariància de Donsker per una ruta aleatòria simple en.

En teoria de probabilitat, el teorema de Donsker (també conegut com principi d'invariància de Donsker, o teorema del límit central funcional), que du el nom del matemàtic estatunidenc Monroe D. Donsker, és una extensió funcional del teorema del límit central.
Sigui {\displaystyle X_{1},X_{2},X_{3},\ldots } una seqüència de variables aleatòries independents i idènticament distribuïdes (i.i.d.) amb mitjana 0 i variància 1. Sigui {\displaystyle S_{n}:=\sum _{i=1}^{n}X_{i}} Es coneix com ruta aleatòria al procés estocàstic {\displaystyle S:=(S_{n})_{n\in \mathbb {N} }}. Defineixi's la ruta alelatòria escalada difusivament (procés de suma parcial) com
{\displaystyle W^{(n)}(t):={\frac {S_{\lfloor nt\rfloor }}{\sqrt {n}}},\qquad t\in [0,1].}
El teorema del límit central afirma que {\displaystyle W^{(n)}(1)} convergeix en distribució a una variable aleatòria gaussiana estàndard {\displaystyle W(1)} a mesura que {\displaystyle n\to \infty }. El principi d'invariància de Donsker estén aquesta convergència a la funció sencera {\displaystyle W^{(n)}:=(W^{(n)}(t))_{t\in [0,1]}}. Més concretament, en la seva forma moderna, el principi d'invariància de Donsker afirma que: com que les variables aleatòries prenen valors en l'espai de Skorokhod {\displaystyle {\mathcal {D}}[0,1]}, la funció aleatòria {\displaystyle W^{(n)}} convergeix en distribució al moviment brownià estàndard {\displaystyle W:=(W(t))_{t\in [0,1]}} a mesura que {\displaystyle n\to \infty .}

## Història
Sigui Fn la funció de distribució empírica de la seqüència de variables aletòries i.i.d. {\displaystyle X_{1},X_{2},X_{3},\ldots } amb funció de distribució F. Defineixi's la versió centrada i escalada de Fn com
{\displaystyle G_{n}(x)={\sqrt {n}}(F_{n}(x)-F(x))}
indexada per x ∈ R. Segons el teorema del límit central clàssic, per una x fixada, la variable aleatòria Gn(x) convergeix en distribució a un variable aleatòria gaussiana (normal) G(x) amb mitjana zero i variància F(x)(1 − F(x)) a mesura que la mida de la mostra n creix.
Teorema (Donsker, Skorokhod, Kolmogórov) La seqüència de Gn(x), en tant que formada per elements dins de l'espai de Skorokhod {\displaystyle {\mathcal {D}}(-\infty ,\infty )}, convergeix en distribució a un procés gaussià G amb mitjana igual a zero i covariància donada per
{\displaystyle \operatorname {cov} [G(s),G(t)]=E[G(s)G(t)]=\min\{F(s),F(t)\}-F(s)}{\displaystyle {F}(t).}
El procés G(x) pot ser escrit com B(F(x)) on B és un pont brownià estàndard en l'interval unitat.
Kolmogórov (1933) va demostrar que quan F és contínua, el suprem {\displaystyle \scriptstyle \sup _{t}G_{n}(t)} i el suprem del valor absolut {\displaystyle \scriptstyle \sup _{t}|G_{n}(t)|}, convergeixen en distribució a les lleis d'iguals funcionals del pont brownià B(t), vegeu la prova de Kolmogórov–Smirnov. L'any 1949, Doob es va preguntar si la convergència en distribució també aplicava per a funcionals més generals i, per tant, va formular un problema de convergència dèbil de funcions aleatòries en un espai funcional adequat.
L'any 1952, Donsker va afirmar i va demostrar (no del tot correctament) una extensió general pel plantejament heurístic de Doob–Kolmogórov. En l'article original, Donsker va demostrar que la convergència en llei de Gn al pont brownià és correcte en distribucions uniformes en l'interval [0,1] respecte a la convergència uniforme en t en l'interval [0,1].
Tanmateix la formulació de Donsker no era ben bé correcta a causa del problema de la mesurabilitat dels funcionals de processos discontinus. L'any 1956 Skorokhod i Kolmogórov van definir una mètrica separable d, anomenada la mètrica de Skorokhod, en l'espai de funcions càdlàg en l'interval [0,1], tal que la convergència en d a una funció contínua és equivalent a la convergència de la norma sup, i va demostrar que Gn convergeix en llei en {\displaystyle {\mathcal {D}}[0,1]} amb el pont brownià.
Més tard, Dudley va reformular el resultat de Donsker per evitar el problema de la mesurabilitat i la necessitat de la mètrica de Skorokhod. Es pot demostrar que existeix Xi, uniforme i iid en [0,1] i una seqüència de ponts brownians continus en mostra Bn, tals que
{\displaystyle \|G_{n}-B_{n}\|_{\infty }}
és mesurable i convergeix en probabilitat a 0. Una versió millorada d'aquest resultat, que proporcionar més detall sobre el ritme de convergència, és l'aproximació de Komlós–Major–Tusnády.